# Rely Ridon

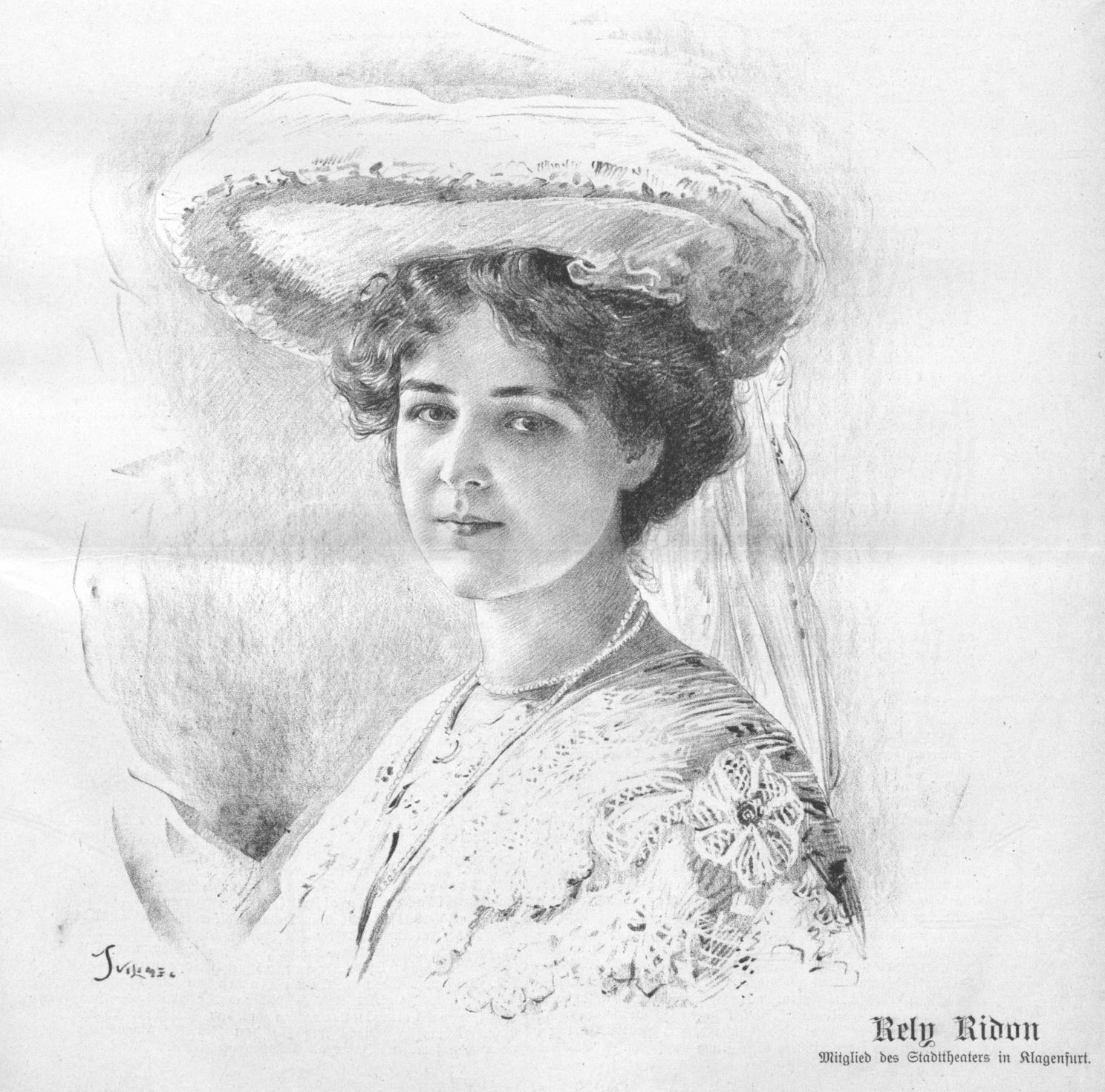
Rely Ridon 1904

Rely Ridon (auch Emma Relly, Emma Ridon und Nelly Ridon; * 3. Februar 1885 als Aurelia Marie Theresia Rybička in Prag; † 12. Juni 1968 in Aš) war eine Theater- und Filmschauspielerin. Sie trat in den ersten beiden Jahrzehnten des 20. Jahrhunderts an verschiedenen Bühnen Österreich-Ungarns und des Deutschen Reiches auf und wirkte in einigen deutschen Stummfilmen mit.

## Leben
Die geborene Aurelia Rybička war die älteste von vier Töchtern des Juristen und späteren Hofrates Emerich Rybička und seiner Frau Aurelia, geb. Hesse. Im Kleinkindalter übersiedelte sie mit ihrer Familie nach Wien, wo sie am Wiener Konservatorium unter Eugenie Petrasch-Wohlmuth und Alexander Römpler studierte und ab 1902 zunächst kleine Rollen am Deutschen Volkstheater Wien spielte. In den folgenden Jahren wurde sie mit größeren künstlerischen Aufgaben betraut und erhielt Engagements in Reichenberg, Breslau und Klagenfurt. Während sie anfänglich unter den Pseudonymen Emma Relly und Emma Ridon auftrat, verwendete sie ab 1904 den Namen Rely Ridon, wobei Rely die Koseform ihres Vornamens war. Weitere Stationen waren Abbazia, Graz, das Wiener Raimundtheater, das neuerbaute Deutsche Theater in St. Petersburg, das Lustspielhaus Berlin und das Neue Theater in Hamburg, wo sie mit anderen Ensemblemitgliedern auf Tournee ging.
1913 stieß Rely Ridon als Hauptdarstellerin in Max Macks Drama Der Andere zum Stummfilm. Dort spielte sie in unterschiedlichen Genres – sowohl in einem Abenteuerfilm von Harry Piel und einem Detektivfilm der Stuart-Webbs-Reihe als auch in Richard Oswalds Filmfassung der Oper Hoffmanns Erzählungen. In einer Besprechung von Hans Lands Zweiakter Stürme in der Kinematographischen Rundschau 1913 wurde ihre Darstellung an der Seite von Friedrich Fehér positiv rezensiert.
In einer Ausgabe der Berliner Illustrirten Zeitung wurde sie 1911 als „Schönheitskönigin“ erwähnt. Mehrere Verlage, darunter der von Heinrich Ross, brachten Postkarten mit Ridon als Motiv in den Handel, von denen manche koloriert und mit Strass besetzt waren.
Nach ihrem Rückzug von Bühne und Film heiratete sie 1925 den Ingenieur Otto Bierhoff und lebte mit ihm in Köln-Bayenthal, wo ihr Mann eine Stelle als Dozent am Berufspädagogischen Institut innehatte. 1935 übersiedelte das Ehepaar berufsbedingt nach Breslau, 1938 nach Oppeln bzw. Freudenthal und kurz darauf nach Karlsbad. Als Otto Bierhoff in der ersten Hälfte der 1940er-Jahre nach Hildesheim versetzt wurde, blieb Rely Ridon in Karlsbad. Nach Ende des Zweiten Weltkriegs wurde ihr eine Aufenthaltsgenehmigung erteilt, sodass sie trotz der Vertreibung der Deutschen aus der Tschechoslowakei dort wohnhaft bleiben konnte. Sie beantragte erneut die tschechoslowakische Staatsbürgerschaft, die sie bereits in den 1930er-Jahren besessen hatte. 1947 wurde ihre Ehe geschieden.
Auch nach dem Februarumsturz und der kommunistischen Machtergreifung blieb die ehemalige Schauspielerin, die nunmehr als Aurelie Bierhoffová firmierte, im Ostblock und war bis mindestens 1965 in Karlsbad ansässig. Zuletzt wohnte sie in Aš und verstarb 1968 im dortigen Krankenhaus.

## Filmografie
- 1913: Der Andere (als Nelly Ridon)
- 1913: Der grüne Teufel (als Walli Ridon)
- 1913: Die Heldin von St. Honorée, auch Kein schön'rer Tod
- 1913: Stürme
- 1913: Wer ist Sieger?
- 1916: Hoffmanns Erzählungen
- 1916: Das Leid
- 1916: Der Mann im Eis
- 1916: Die alte Schere
- 1916: Die Peitsche, auch Die geheimnisvolle Peitsche (Stuart-Webbs-Serie Nr. XIII)
- 1918: Solvey
- 1922: Der Fall O’Neil

### Abbildungen
- Ross-Künstlerpostkarte Nr. 1944/6 (gelaufen 1909). In: eBay. Abgerufen am 16. April 2021.
- Künstlerpostkarte Nr. 451/3 (gelaufen 1911). In: eBay. Abgerufen am 16. April 2021.